# チャタリング・クラス
チャタリング・クラス (chattering classes) とは、通例評論家や政治コメンテーターが用いる軽蔑語である。政治的に活発で、社会的な懸念を持ち、高度に教養のある「都市部の中流階級」、特に政治家やメディア、学者などに人脈のある層を指す語として使われる。時に自由主義的なエリートをさす語として使われるが、1980年にイギリスの右翼論争家であるフランク・ジョンソンによって初めて使われた時には、より広範囲の評論家を含めていた。実際、政治にかかわっている多くの人々が、この語を自分自身を社会一般通念の評定者とみなしているジャーナリストや政治的専門家をさすものとして使っている 。このように、「チャタリング・クラス」の概念は、それ以前にあった概念である代弁者のないサイレント・マジョリティ（共和党のリチャード・ニクソン大統領によって有名となった語）の対義語とみなせる。
アメリカでは、右翼にも左翼にも政敵を説明する語として使われるようになった。メリアム＝ウェブスター辞典のStephen Perraultはこの語について、「『chatter』という名詞には怠惰で無益な会話という含意があり、（中略）これらの人々が大したことがなく、独りよがりの弁論を好む者たち」という意味になると指摘している。